# Formazione dei Mars Volta
Questa che segue è la lista di tutti i componenti della band rock progressivo/hard rock/rock sperimentale Mars Volta, dagli esordi fino a oggi.
Dal 2001, anno della fondazione, fino al 2023, il gruppo ha visto presenziare nella formazione 11 membri ufficiali; tuttavia vi sono 2 membri che hanno sempre presenziato nella formazione della band: Cedric Bixler Zavala e Omar Rodríguez-López.

## Storia

### Prima fase
A partire dai primi anni di vita la band ha iniziato ad avere vari cambiamenti di membri: nel 2003, dopo aver pubblicato il primo album, si ha l'ingresso del tastierista Marcel Rodríguez-López, in sostituzione dello scomparso Jeremy Michael Ward, e di Flea dei Red Hot Chili Peppers (poi ssostituito da Jason Lader), a posto di Eva Gardner, mentre nel 2006, Jon Theodore venne licenziato dal manager per motivi di scarsa costanza, venendo sostituito da Blake Fleming, che a sua volta verrà rimpiazzato da Thomas Pridgen. Il posto di Pridgen verrà poi preso dal noto turnista David Elitch, dopodiché si avranno tre anni di stabilità, fino allo scioglimento del 2012.

### Seconda fase
Dopo dieci anni la band si ricostituisce; la nuova formazione vede presenziare, oltre a Zavala e ai fratelli Rodriguez-Lopez, il bassista Juan Alderete de la Peña e il batterista Willy Quinones.

## Formazione

### Attuale
- Cedric Bixler Zavala - voce (2001-2013; 2022-presente)
- Omar Rodríguez-López - chitarra (2001-2013; 2022-presente)
- Marcel Rodríguez-López - tastiera (2003-2013; 2022-presente)
- Juan Alderete de la Peña - basso (2007-2012; 2022-presente)
- Willy Quiñones - batteria (2022-presente)

### Ex componenti
- Jeremy Michael Ward - campionatore (2001–2003)
- Isaiah "Ikey" Owens - tastiere (2001-2012)
- Jon Theodore - batteria (2001-2006)
- Blake Fleming - batteria (2006)
- Thomas Pridgen - batteria (2006-2009)
- Eva Gardner - basso (2001-2003)
- David Elitch - batteria (2009-2012)
- Ralph Jasso - basso (2002)
- Linda Good - tastiere (2002)
- Michael "Flea" Balzary - basso (2003)
- Jason Lader - basso (2003)

### Turnisti
- Adrián Terrazas González - fiati, percussioni (2005-2008)
- Pablo Hinojos-Gonzalez - campionatore, chitarra (2003–2008)